# Slaget ved Femern
Slaget ved Femern var et søslag, som var en del af Torstenssonfejden, der fandt sted den 13. oktober 1644 nordvest for øen Femern, der i dag er tysk, i Østersøen. En kombineret svensk flåde, der havde skaffet forstærkning fra chartrede hollandske skibe, vandt en afgørende sejr over den danske flåde, og tog over 1.000 fanger, inklusive søofficeren Corfitz Ulfeldt, Grabov og von Jasmund. Den danske admiral Pros Mund blev dræbt ved slaget.
Den svenske flåde bestod af 16 skibe med 392 kanoner, der var støttet af 21 hollandske skibe med 483 kanoner. Den danske flåde bestod af 17 skibe med 448 kanoner. Svenskerne bruge to brandskibe, og hollænderne mistede ét skib. 10 danske skibe blev overtaget, inklusive flådens tre største skibe, og to yderligere blev ødelagt.
Slaget banede vejen for freden i Brömsebro i 1645, og var enden på det danske herredømme over Østersøen, hvor Sverige herefter var den nye stormagt.

## Baggrund
Efter, at feltmarskalk Lennart Torstenson havde marcheret op i Jylland i december 1643 og erobret denne halvø under den såkaldte Torstenson-fejde, blev skibe nødvendige for at kunne overføre svenske tropper fra Jylland til de danske øer.
En hvervet hollandsk flåde under Martin Thyssen forsøgte at tage tropper ombord ved øen Sild, men blev angrebet og fordrevet af en dansk flåde under kong Kristian IVs personlige ledelse i søslaget ved Lister Dyb den 16. maj 1644.
Lige svenske og danske flådestyrker mødtes derefter i Søslaget på Kolberger Heide den 1. juni. Slaget endte uafgjort, men svenskerne forblev lukket inde i Kielerfjorden, hvor de var sejlet ind efter slaget for at genopfylde forsyninger. En måned senere var svenskerne i stand til at bryde ud under ledelse af generalmajor Carl Gustaf Wrangel, en manøvre, der førte til henrettelsen af den danske øverstbefalende Peder Galt efter beskyldninger om at have forfejlet hans opgave.
Efter udbruddet var den svenske hovedflåde i stand til at kontakte hjemmebasen Dalarö uden for Stockholm. Efter reparationer i Holland var Thyssen i stand til at løbe ud igen med sin flåde og efter en eventyrlig sejlads gennem Sundet og omkring Skåne anker nord for Kalmar. For virksomheden blev Thyssens navngivet Anckarhjelm, omtrent på samme tid som Wrangel blev forfremmet til generaladmiral.
Den svenske flåde blev forenet den 5. oktober 1644 med de skibe, der var hyret fra Holland, og sejlede til Wismar på den sydlige baltiske kyst. Efter meddelelser om danske skibe mellem Lolland og Langeland blev den nordlige kurs sat den 11. oktober. Ombord på flåden var der også 1.500 soldater. Den danske flåde sigtede mod opankre nordvest for øen Fehmarn, og Wrangel valgte at forankre nord for øen, dels på grund af nattetid, dels for at afvente en voksende sydveststorm. Da vinden stormede om aftenen den 12. oktober, holdt Wrangel et krigsråd med admiraler Martin Anckarhjelm og Peter Blum. Det blev besluttet at forsøge at angribe danskerne fra to retninger og at erobre fartøjer ved at komme ind.
Slaget ved Femern bælte. Lavering fra 1650 ca. Slotskloster.

## Kampens forløb
Om morgenen den 13. oktober lettede den svenske flåde anker og gjorde sig klar til kamp ved at dele i to svenske og tre hyrede hollandske eskadrer, den ene svenske under Wrangel på Smålands Lejon og den anden under viceadmiral Peter Blum på Draken. De hyrede hollændere var under Thijssen på Jupiter samt viceadmiral Henrik Gerretsen på Groote Dolphijn og Schoutbynacht (laveste admiraltitel) Pieter Marcussen på Groot Vliessingen.
På dansk side var inddelingen i to tropper under admiral Pros Mund på Patentia og Joachim Grabow på Lindormen. Klokken ti om morgenen var de større skibe i de to flåder inden for rækkevidde af hinanden og begyndte at skyde ild. De mindre danske fartøjer faldt og trak sig tilbage fra slaget, men blev derefter jaget af de hollandske skibe.
Tidligt i slaget led det svenske admiralskib Smålands Lejon så alvorlig skade på riggen og skroget, at hun måtte trække sig ud. De svenske fartøjer Regina og Göteborg angreb og entrede det danske admiralskib Patentia. Under kampene blev den danske admiral Pros Mund dræbt.
Den svenske "brænder" (et skib sat i brand for at antænde fjendens skib) Meerman blev sendt mod den danske Lindormen, der hurtigt antændtes og sprængte. Det svenske skib New Fortuna erobrede det danske admiralskib Oldenborg ved entring. Det sidste admiralskib Tre Løver trak sig tilbage, men blev forfulgt af Anckarhjelm's hollandske Jupiter, Patentia og Swarte Arent. Det sidstnævnte skib blev skudt i sænk af Tre Løver, før de to andre hollandske skibe erobrede det ved at entre og rydde Tre Løvers dæk.
De mindre danske fartøjer Tu Løver, Havhesten og Fides blev fanget af hollandske Jupiter og Groote Dolphijn. En klynge af danske fartøjer blev presset mod Lolland, herunder Neptunus, Nellebladet, Stormarn og Kronet Fisk. Disse blev senere trukket ud af hollænderne. Delmenhorst-skibet blev sat på grund og eksploderede efter at have været brændt af den svenske "brænder" Delfin. Markatten, Höjenhald og en galeoth blev også sat på grund, men hvor ilden fra land beskyttede dem mod hollænderne. Kun Pelikan og Lammet lykkedes at flygte og nå til København den 17. oktober.

## Konsekvenser af slaget
Danskerne mistede tolv skibe, hvoraf ti blev taget som priser. Omkring hundrede mennesker mistede deres liv, og omkring 1.000 mennesker blev fanget. På den svenske side var kun skibet Swarte Arent tabt, men besætningen blev reddet. I alt faldt kun 59 mennesker på den svenske side.
Sejren var en af de største i den svenske kongelige flådes historie. Selvom det ikke længere var relevant at sende Torstenssons soldater til de danske øer, da de nu var omdirigeret for at møde general Gallas kejserlige tropper, der rykkede frem sydfra, var erkendelsen på dansk side, at Sverige havde total dominans til søs efter slaget. Dette banede vejen for forhandlinger og endelig den Sverige-gunstige fred i Brömsebro den 13. august 1645.

## Skibe involveret og antallet af kanoner

### Sverige
- Drake 40
- Smålands Lejon 32 (flagskib)
- Göteborg 36
- Leopard 36
- Regina 34
- Tre Kroner 32
- Jägare 26
- Vesterviks Fortuna 24
- Akilles 22
- Svan 22
- Gamla Fortuna 18
- Lam 12 (galej)
- Fenix 10 (galej)
- Postpferd 2 (galej)
- Lilla Delfin (brandskib) - brændt
- Meerman (brandskib) - brændt
- ? (handelsskib)

### Hollandske skibe
- Delphin 38
- Jupiter 34
- Engel 34
- Gekroende Liefde 31
- Coninchva Sweden 28
- Campen 26
- Den Swarten Raven 26
- Vlissingen 24
- Nieuw Vlissingen 24
- St Matthuis 24
- Patientia 24
- Arent/Adelaar 22 - Sunket af Tre Løver
- Nieuw Gottenburg 22
- Liefde van Hoorn 20
- Prins 20
- Wapen van Medenblik 20
- Posthorn 20
- Brouwer 20
- St Marten 20
- Harderinne 8
- ? 2 (galiot)

### Danmark
- Patienta 48 (flagskib, Pros Mund) - erobret
- Tre Løver 46 - erobret
- Oldenborg 42 - erobret
- Lindorm 38 (Henrik Mund)
- Pelican 36
- Stormar 32 (Corfitz Ulfeldt) - erobret
- Delmenhorst 28 (Hans Knudsen) - erobret
- Fides 28 - erobret
- Neptunus 28 - erobret
- Nelleblad 24 - erobret
- To Løver 22 - erobret
- Kronet Fisk 20 - støt på grund og erobret
- Lam 16
- Markat 16
- Havhest 14
- Højenhald 8 - ødelagt
- ? 2 (galej/galiot) - ødelagt